# 마가레타 와이버스

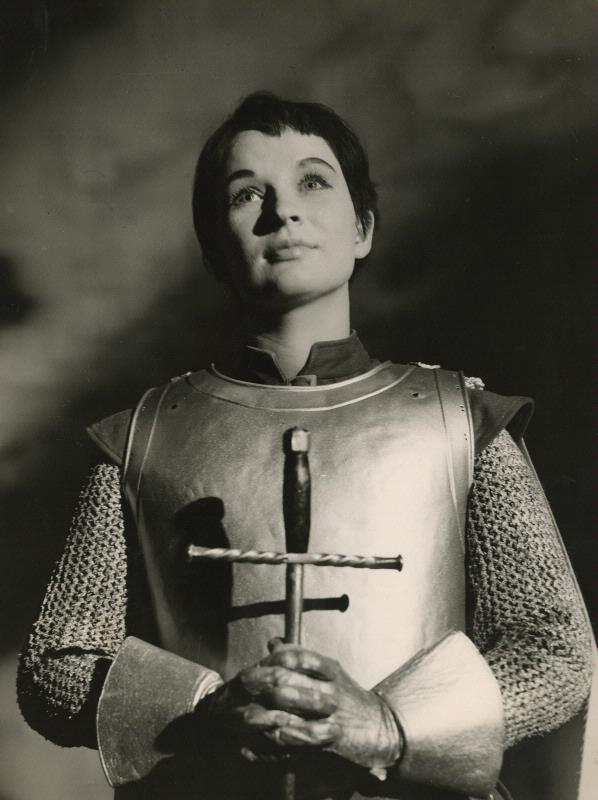
희곡 세인트 존에서 연기 중인 마가레타 와이버스(1957년)

마가레타 와이버스(Margreth Weivers, 1926년 7월 24일 ~ 2021년 2월 4일)는 스웨덴의 배우이다.

## 영화
- 코리더(2010년)
- 빅 맨, 스몰 맨(1995년)
- 못 말리는 로타(1993년) - 버그 역
- 말썽꾸러기 로타(1992년) - 버그 부인 역
- 스웨덴 러브 스토리(1970년)
- 스웨디시 포트레이츠(1964년)